# Ecuadors fodboldlandshold
Ecuadors fodboldlandshold er det nationale fodboldhold i Ecuador, og repræsenterer landet ved internationale turneringer. Holdet har tre gange, i 2002, 2006 og 2022 deltaget ved en VM-slutrunde, med en ottendedelsfinale i 2006 som det bedste resultat. I Copa América har holdet deltaget 24 gange, hvor en fjerde plads i 1959 og 1993 er de bedste resultater.
| Fodbold | Spire Denne artikel om et fodboldlandshold er en spire som bør udbygges. Du er velkommen til at hjælpe Wikipedia ved at udvide den. |

|  | Infoboks uden skabelon Denne artikel har en infoboks dannet af en tabel eller tilsvarende. |